# Degradation Trip
Degradation Trip är ett soloalbum av Jerry Cantrell, gitarrist i Alice in Chains. Albumet utgavs den 18 juni 2002. Cantrell dedicerade albumet till sångaren i Alice in Chains, Layne Staley, som hade avlidit i början av april samma år.

## Låtförteckning
1. "Psychotic Break" – 4:09
2. "Bargain Basement Howard Hughes" – 5:38
3. "Anger Rising" – 6:14
4. "Angel Eyes" – 4:44
5. "Solitude" – 4:00
6. "Mother's Spinning in Her Grave (Glass Dick Jones)" – 3:53
7. "Hellbound" – 6:46
8. "Give It a Name" – 4:01
9. "Castaway" – 4:59
10. "She Was My Girl" – 3:59
11. "Chemical Tribe" – 6:35
12. "Spiderbite" – 6:38
13. "Locked On" – 5:37
14. "Gone" – 5:08